# Томас, Кристал
Кристал Виктория Томас (англ. Krystal Victoria Thomas; род. 10 июня 1989 года в Орландо, штат Флорида, США) — американская профессиональная баскетболистка, выступавшая в женской национальной баскетбольной ассоциации. Была выбрана на драфте ВНБА 2011 года в третьем раунде под общим тридцать шестым номером командой «Сиэтл Шторм». Играет на позиции центровой.

## Ранние годы
Кристал Томас родилась 10 июня 1989 года в городе Орландо (штат Флорида) в семье Виктора и Натали Томас, у неё есть брат, Виктор, и три сестры, Лорен, Эрика и Келли, а училась она там же в Первой академии, в которой выступала за местную баскетбольную команду.